# ریموند (میسیسیپی)
ریموند (به انگلیسی: Raymond) شهری در ایالت میسیسیپی کشور ایالات متحده آمریکا است که جمعیت آن در سرشماری سال ۲۰۱۰ میلادی، ۱٬۹۳۳
نفر بوده‌است.

## نگارخانه

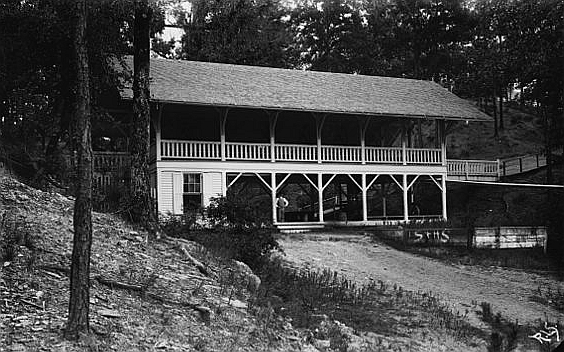
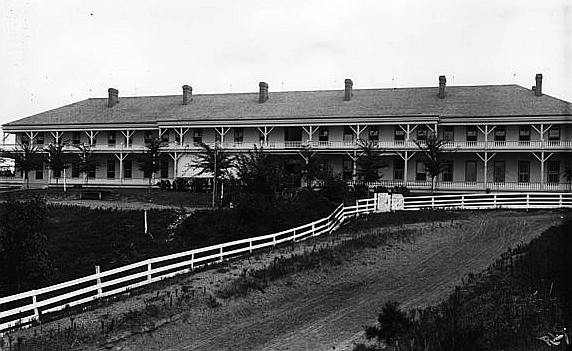
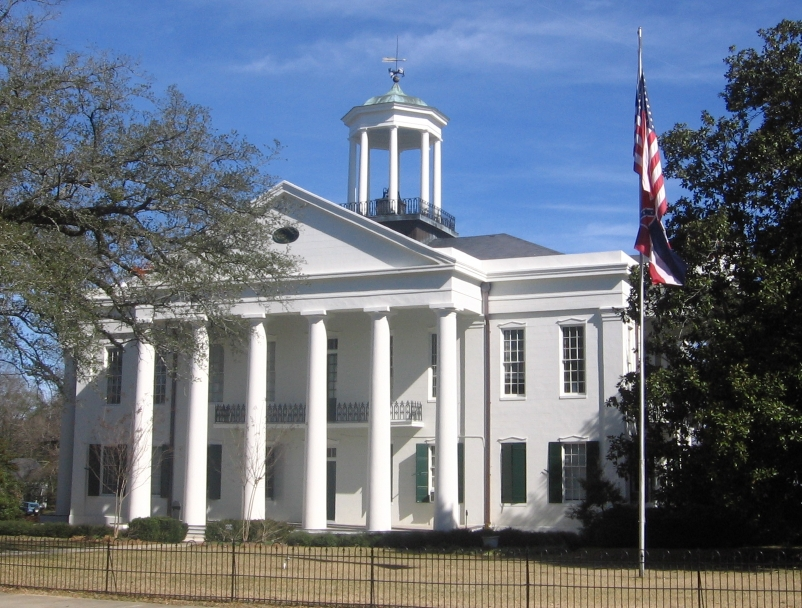
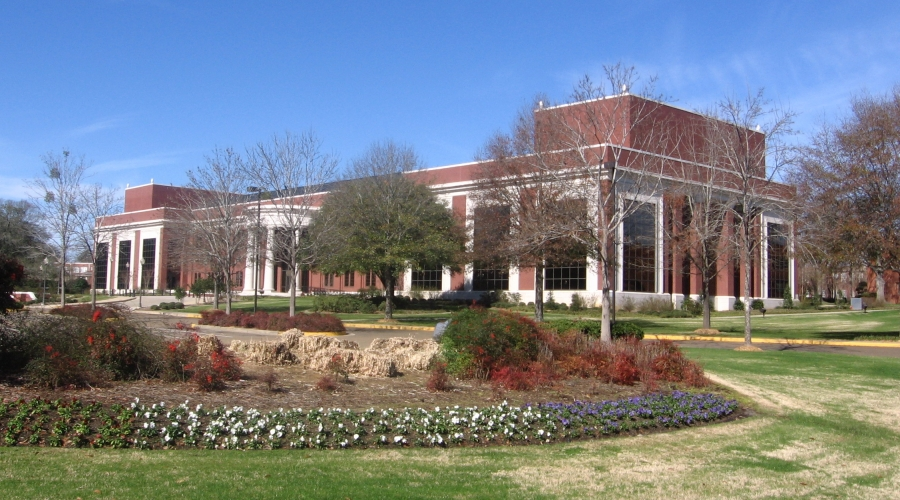